# Laventense
El Laventense o SALMA Laventense (del  inglés South American land mammal ages) es una edad mamífero de América del Sur, división establecida para definir una escala geológica de tiempo para la fauna de mamíferos sudamericanos. Su límite inferior se sitúa en los 13,8 Ma, mientras que su límite superior se ubica en los 11,8 Ma.
Su localidad tipo es «La Venta», situada entre los departamentos de Huila y el Tolima, Colombia. Allí se registraron avanzados Propalaehoplophorinae, entre ellas, Asterostemma acostae.
Las dataciones absolutas indican una edad desde los 13.5 a los 11.8 Ma para el Laventense.
En Patagonia existe un hiato temporal de registro de unos 3,5 Ma entre el Colloncurense y el Mayoense, el cual parcialmente se correspondería  con el Laventense, aunque los gliptodontes de dicha edad no guardan relación próxima con los que habitaron en el Mioceno medio de la Patagonia.

## Taxones de esta edad mamífero colectados en la localidad tipo
Los sedimentos de la localidad tipo son abundantes en restos de una variada comunidad mamalífera:
- Dasypodidae, como Anadasypus hondanus, Nanoastegotherium prostatum y Pedrolypeutes praecursor. También había un pampatérido, Scirrotherium.
- Varios fósiles de gliptodóntidos, entre ellos las especies Asterostemma gigantea y Asterostemma acostae (ahora incluidas en Boreostemma), así como Neoglyptatelus.
- Un Vermilingua, Neotamandua borealis.
- Perezosos terrestres, como Pseudoprepotherium, Brievabradys, Neonematherium y Huilabradys.
- Un Trichechidae, el Potamosiren.
- Varios tipos de monos del Nuevo Mundo, como Cebupithecia sarmientoi, Stirtonia victoriae y S. tatacoensis, Aotus dindensis,[10] Nuciruptor rubricae,[11] Mohanamico, Lagonimico, Patasola y Neosaimiri.
- Varios Chiroptera, entre ellos las especies vivientes Noctilio albiventris y Thyroptera lavali, junto a otras extintas como Potamops mascahehenes, Notonycteris magdalenensis, Notonycteris sucharadeus, Palynephyllum antimaster y Molossus colombiensis.[12]
- Varios Rodentia como Scleromys shurmanni, Scleromys colombianus, Olenopsis aequatorialis y Neoreomys huilensis.
- Varias especies de ungulados sudamericanos (meridiungulados): entre ellos grandes herbívoros como Granastrapotherium snorki, Xenastrapotherium kraglievichi (Astrapotheria), Huilatherium pluriplicatum y Pericotoxodon platygnathus (Toxodonta), y especies pequeñas a medianas como Miocochilius anomopodus (Typotheria), Megadolodus, Prolicaphrium, Villarroelia y Theosodon (Litopterna).
- Marsupialia tales como Thylamys minutus, T. colombianus y Micoureus laventicus, los Paucituberculata Pithiculites chenche, Hondathentes, y Palaeothentes; y los monitos de monte Pachybiotherium minor.
- Varios tipos de Marsupialia carnívoros pertenecientes al orden Sparassodonta, como Hondadelphys, Anachlysictis, con dientes de sable (familia Thylacosmilidae), Lycopsis longirostris, miembro mediano de la familia Prothylacinidae, junto a su pariente mayor Dukecynus magnus.

## Sucesión de las edades mamífero de América del Sur
| Predecesor: Colloncurense | Laventense Edades mamífero de América del Sur | Sucesor: Mayoense |